# Dziedzina nauki
Dziedzina nauki – trwale ukształtowana i wyodrębniona grupa dyscyplin naukowych, w ramach której nadawane są stopnie i tytuły naukowe. 